# MASwings
MASwings is een Maleisische luchtvaartmaatschappij met haar thuisbasis in Kota Kinabalu. Zij verzorgt binnenlands luchtvervoer van en naar Sarawak en Sabah. Alle aandelen zijn in handen van Malaysia Airlines.

## Geschiedenis
MASwings is opgericht in 2007 en nam per 1 oktober 2007 de binnenlandse routes over van Fly Asia Express. Per 1 januari 2019 heeft de maatschappij de vluchten naar acht binnenlandse bestemmingen gestaakt.

## Vloot
Begin 2020 bestaat de vloot van MASwings bestaat uit 12 ATR 72-500 en zes DHT toestellen.